# Indische Badmintonmeisterschaft 1950/51
Die Indische Badmintonmeisterschaft der Saison 1950/51 fand im Dezember 1950 in Nagpur statt. Es war die 15. Austragung der nationalen Titelkämpfe im Badminton in Indien. 

## Finalergebnisse
| Disziplin    | Sieger                                 | Finalist                                             | Ergebnis    |
| ------------ | -------------------------------------- | ---------------------------------------------------- | ----------- |
| Herreneinzel | Devinder Mohan (Bombay)                | Henry Ferreira (Bombay)                              | 15-8, 15-6  |
| Dameneinzel  | Betty Farias (Bombay)                  | S. Apte (Maharashtra)                                | 11-0, 11-2  |
| Herrendoppel | Henry Ferreira Devinder Mohan (Bombay) | Gur Prasad Chiranjit Lal Madan (East Punjab / Delhi) | 15-7, 15-2  |
| Damendoppel  | Betty Farias Sindhu Phansalkar         | Acharya Sheila Tambe (Madhya Pradesh)                | 15-9, 15-12 |
| Mixed        | Henry Ferreira Betty Farias (Bombay)   | Devinder Mohan Sindhu Phansalkar (Bombay)            | 17-16, 15-7 |